# エンストローム論文
エンストローム論文（エンストロームろんぶん）とは、2003年にカリフォルニア大学ロサンゼルス校 (UCLA) の研究者ジェームス・エンストローム (James E. Enström) とニューヨーク州立大学ストーニーブルック校の准教授ジェフリー・カバット (Geoffrey C. Kabat) により、英医学誌BMJの5月17日号に発表され、「環境たばこ煙曝露による冠動脈心疾患・肺がんとの関連性は一般に考えられているより小さいかもしれない」と結論づけた論文である。
発表当初から多くの専門家や公的機関によって、著者がたばこ会社の関連組織から研究資金を受けており中立性に問題があることや、研究自体に曝露群の誤分類などの統計上の瑕疵があり、科学的妥当性に問題があることなどが指摘された。そのため、受動喫煙の影響を評価する最新の諸論文についての総説からも削除されるなど、学界からの評価は低い。しかし時に喫煙規制に反対する非専門家などによって「科学的根拠」として言及される。

## 発表の経緯と反応
この論文は、英医学誌BMJに発表される以前の1996年に、統計上の瑕疵のため、JAMAへの論文掲載を却下(reject)されていた が、エンストロームらは1999年の再調査によってこの点は解消したとしている。
この論文が発表された際、この論文を1面記事で伝えたガーディアン紙など英各紙は、エンストロームがたばこ会社から研究資金を受けていることを指摘、「無害性を強調し過ぎているきらいがある」との英国の専門家のコメントを紹介している。なお、この研究の利害上の中立性や、研究そのものの科学的妥当性に関し、米国がん協会 (ACS) などによる批判が、発表当初から存在していた。
発表直後の批判はBMJにまで及び、同誌の論文査読体制の適正さを疑問視する声も上がった。BMJに寄せられたLetterの中には「このような論文が掲載されるとは、BMJの査読者には本物の専門家がいないに違いない。この論文に関するBMJのプレスリリースもまるでたばこ産業が書いたかのようだ」とBMJを強く非難するものもあった。
2006年のたばこ会社による詐欺事件裁判の判決において、本論文はたばこ会社による科学操作の証拠の一つとされた。

## 内容
本論文のタイトルは「カリフォルニア州民の前向き研究における環境たばこ煙とたばこに関連する死亡率、1960-1998」（原題:Environmental tobacco smoke and tobacco related mortality in a prospective study of Californians, 1960-1998）である。以下に本論文の概略を示す。

### 導入
環境たばこ煙が虚血性心疾患および肺癌のリスクをそれぞれおよそ30%、20%高めると言う見解がアメリカ心臓協会、カリフォルニア環境保護局、米公衆衛生総監報告書から出されており、疫学研究のメタアナリシスからも近い値が出されているが、これらの研究には議論の余地がある。
潜在的な交絡因子などの疫学研究一般の問題点に加え、メタアナリシスには出版バイアスが含まれている可能性がある。また、虚血性心疾患のメタアナリシスには米国がん協会が行なっている大規模ながん予防研究－I（CPS-I:Cancer Prevention Study-I）のデータが使われていない。
本論文ではCPS-Iのカリフォルニアの参加者をフォローアップし、環境たばこ煙とたばこ関連疾患の関連を分析した。

### 方法
CPS-Iは米国がん協会が1959年10月に始めた計画コホート研究である。25の州から1,078,894人の成人がリストアップされ、1959、1961、1963、1965、1972年に生存している被験者にアンケートが行なわれた。CPS-Iは長期かつ詳細なデータを持つ非常に優れたコホート研究であり、環境たばこ煙と死亡率の関連を研究するための最も強力なサンプルの一つである。
CPS-Iのうち、カリフォルニアの全参加者118,094人に関して追加のフォローアップを行なった。1998年12月までに79437人の死亡を確認し、そのうち93%(73876人)に関して死因を特定した。1999年には、生存している被験者の現状を調べるため、アンケートを送付し男性5275人中2290人(43.4%)、女性10738人中4869人(45.3%)から回答を得た。フォローアップの期間は登録日（1960/1/1〜1960/3/31）から死亡日、離脱日（生存を確認した最後の日）又はフォローアップの最終日(1998年12月31日)までとした。環境たばこ煙の影響を調べるため、1959年時点で本人が喫煙しておらず、配偶者の喫煙状況が分かっている35561人を分析の対象とした。

#### 統計分析
1959年、1965年、1972年における配偶者の喫煙状況を環境たばこ煙への暴露状況とし、分析の独立変数として用いた。コックス比例ハザード回帰(Cox proportional hazards regression)を用い、年齢調整した相対リスク（および95%信頼区間）を配偶者の喫煙状況の関数として算出した。交絡因子として年齢、人種、運動量、ボディマス指数、都市化、果物摂取、健康状態の7つを含むモデルを使用した。

### 結果

#### 1999年の再調査の分析
1999年に行なった再調査アンケートの回答者の運動量、身長、体重などの値は1959年時点での回答と大きな変化は見られなかった。1999年の回答者の平均は1959年の全参加者の平均と比べ登録時の年齢が低いこと以外は大きな相違が無く、ほぼ生存者を代表していると言えた。
1959年時点での配偶者の喫煙状況と、1999年時点での環境たばこ煙暴露レベルの自己申告結果を比較すると暴露状況にかなりの誤分類があった。しかし、登録時点で50歳以上であった非喫煙者、1972年時点又は1999年時点で非喫煙者だった者については誤分類の程度は小さかった。暴露状況に誤分類があると相対リスクは真値よりも1.0に近づくが、1959年から1999年にかけての誤分類は一般に言われる1.3倍というリスクを隠すほどではなかった。これらの誤分類は平均より若い1999年の回答者において、40年間に起きた変化に基づくものであり、コホート全体や特に短期のフォローアップにおける誤分類はこれよりも小さい。
1959年時点での非喫煙者のほとんどは1965年、1972年、1999年においても非喫煙者であり、喫煙状況の誤分類はほとんど発生していないことがわかった。

#### 環境たばこ煙暴露の影響
分析の結果、男女ともに環境タバコ煙暴露と冠動脈心疾患及び肺癌による死亡率の間に有意な相関は見られなかった。7つの交絡因子に関して調整するとわずかに相対リスクは減少した。環境タバコ煙暴露のレベルによらず、相対リスクはほぼ1.0であった。ただし、慢性閉塞性肺疾患のリスクだけは有意では無いが関連性を示唆していた。さらに、比較的誤分類の小さいと考えられる短期のフォローアップに基づき冠動脈心疾患のリスクを調べたが、これも実質的に1.0だった。
予期された通り、能動喫煙と冠動脈心疾患、肺癌、慢性閉塞性肺疾患による死亡リスクの間には強い正の相関が見られた。このリスクはCPS-I全てのデータを用いた他の研究の結果と一致していた。

### 議論
1959年時点では住居以外で環境たばこ煙に暴露する機会が多かったため、配偶者の喫煙状況は環境たばこ煙暴露を反映しないのではないかと言う疑問が出されている。しかし、1999年のアンケートは配偶者の喫煙状況が環境たばこ煙暴露と直接関連することを示していた。
環境たばこ煙と冠動脈心疾患および肺癌との関係に関する我々の研究は他の多くの研究と矛盾していない。今回の結論を冠動脈心疾患および肺癌のメタアナリシスに含めると、これらの相対リスクは1.05という弱い相関にまで減少する。

### 結論
カリフォルニアのCPS-Iコホート研究の結果、たばこ関連疾患による死亡率と環境中たばこ煙との因果関係は確認できなかった。現状では、環境中たばこ煙が冠動脈心疾患および肺癌による死を引き起こすと考えるのは早計である。

### 資金源と利益相反
エンストロームは1997年まではフォローアップのための資金をTRDRP（Tobacco-Related Disease Research Program）から受け取っていたが、TRDRPが資金の継続を拒否したため、1999年までの調査とデータの分析のための資金をCIAR（Center for Indoor Air Research）から受け取っている。CIARは米国のたばこ会社が出資している組織である。
本論文ではエンストロームがたばこ会社関連の資金を受けているのは、他から資金を得られなかったためにやむなくであり、共著者のカバットはたばこ関連の資金を一度も受け取ったことは無いとしていた（#著者とたばこ産業とのつながり）。また、著者らは2人とも非喫煙者である。

## 科学的な妥当性の問題
本論文は、発表直後から疫学専門家からさまざまな批判を浴びた。「曝露群」「非曝露群」の比較ではなく「配偶者のたばこ煙に曝露された非喫煙者女性」と「他のタバコ煙に曝露された非喫煙者女性」の比較であること、他の大規模なコホート研究と結果がなぜ食い違っているのか説明のないこと、年齢調整の方法などに瑕疵をもつ、などの指摘である。主要な指摘の詳細は以下。

### ハックショウの指摘
ロンドン大学のアラン・ハックショウ (Allan Hackshaw) は国際がん研究機関 (IARC) の、受動喫煙についてのワーキンググループの代表である。
エンストロームの研究は、僅か177の症例しか扱っておらず、これまでの受動喫煙についての研究全体（46研究、6257症例）のメタアナリシスに組み込んでも、1.24倍のリスク比（95%信頼区間は1.14から1.34）が、1.23倍となるだけで、従来の受動喫煙に関する研究から得られた結論にはほとんど影響しない。
また、エンストロームが扱ったカリフォルニアのデータでは、「1959年の時点での喫煙男性の配偶者（非喫煙）」を「喫煙男性の配偶者（非喫煙）」と捉えているため、研究終了した1998年までの間に「禁煙した男性の配偶者（非喫煙）」も「喫煙男性の配偶者（非喫煙）」に含まれてしまう。結果的に「非喫煙男性の配偶者（非喫煙）の集団」と「喫煙男性の配偶者と、禁煙した男性の配偶者（非喫煙）の集団」を比較していることから、「非喫煙男性の配偶者（非喫煙）の集団」と「喫煙男性の配偶者（非喫煙）の集団」を比較するよりも、両者の間の肺がんの発生率の差が過小となり、受動喫煙と肺がんとの関係を覆い隠してしまっているものと考えられる。1959年から1998年までの間に喫煙者率は69%から28%まで低下している。

### ヴァイディアの指摘
ロンドン大学のジャヤント・ヴァイディア (Jayant Sharad Vaidya) によれば、カリフォルニアでは1990年に公の場所が禁煙になっているが、それまでの研究期間（概ね4分の3の期間）「非喫煙男性の配偶者（非喫煙）」も職場などにおいてタバコ煙に曝露されていたことが考慮されていない。
公の場所が禁煙になる以前の研究期間は、喫煙男性の配偶者（非喫煙）のうち就業者は、家庭においてタバコ煙に2時間から4時間晒され、職場において8時間から10時間タバコ煙に晒されることになる。これに対し、非喫煙男性の配偶者（非喫煙）のうち就業者は、家庭においてタバコ煙に晒されないが、職場において8時間から10時間タバコ煙に晒されることになるため、エンストロームが比較した集団は、一日に「8時間曝露」と「10時間曝露」の差しか現れない。
従来の説の通り、受動喫煙が30%リスクを高めるとしても、両集団の差は5%程度にしかならないため、エンストロームの用いた「曝露群」と「非曝露群」の区分では、疫学研究としてはっきりとした結論を出すことは困難である。

### クリチェリーの指摘
リバプール熱帯病学校のジュリア・クリチェリー (Julia Critchley) は、これまでの多くの研究を総括するメタアナリシスにおいて、受動喫煙と肺がんについての因果関係は確立されているとする。
エンストロームは、喫煙と受動喫煙の因果関係を否定するような研究は世に出にくいかもしれないとしているが、大規模な前向きコホート研究は結果がどうであれ、発表されやすいものであり、それがエンストローム論文がBMJ誌に発表された大きな理由である。
また、大規模なコホート研究は研究期間が長期に亘るため、途中においてデータの欠落や誤分類が発生しやすい等の問題を抱えているが、エンストローム等は他の大規模なコホート研究と自らの研究がなぜ食い違っているのか説明せず、単に自らのコホートが大規模だから、結果も頑強であると主張しているのみである。

### トゥンの指摘
米国がん協会・疫学と監視研究のマイケル・トゥン (Michael J. Thun) によれば、米国がん協会の見解として、エンストロームの結論に同意しない。エンストロームが利用したカリフォルニア州でのコホート研究のデータは、米国がん協会が、がん予防研究の一環として、能動喫煙の害を調査する研究目的により得たものであり、受動喫煙の害を評価するためのデータを十分に集めていない。そのためエンストロームの論文は、他の専門家も指摘するように、曝露群の誤分類という致命的な欠陥を抱えている。
エンストロームが比較したのは、研究の開始時点において「喫煙男性の配偶者（非喫煙）」と、「非喫煙男性の配偶者（非喫煙）」であったが、調査対象となった人々は1972年から1998年の間、追跡されておらず、研究期間中において、禁煙、離婚、死別等の要因によってたばこ煙への曝露状況が変動しても一切考慮されていない。また、1999年にこれらの人々を再調査した際、研究の開始時点での調査対象群うち追跡できたのは2%のみであった。
なお、1950–1960年代には、アメリカ人は誰もが受動喫煙に曝露されており、エンストロームは「配偶者のタバコ煙に曝露された非喫煙者女性」と「他のタバコ煙に曝露された非喫煙者女性」を比べているに過ぎない。

### ヘドリーらの指摘
香港大学のヘドリー (A. J. Hedley) らは、エンストローム論文においても、慢性閉塞性肺疾患 (COPD) による死亡リスクは、1.65（95パーセント信頼区間で1.0-2.73）となっており、この数値は、ほかの研究とも矛盾しないため、受動喫煙が呼吸器系に障害を与え、死亡率を高めていることを確認しているが、このことについてメディアは関心を払っていない、と指摘している。

### その他の指摘
年齢調整等についても、複数の専門家から問題点が指摘されている。エンストロームは上記の指摘に反論したが、自らの論文の欠陥（「曝露群」と「非曝露群」の大変な誤分類など）を補えるものではなく、最後は沈黙せざるをえなかった。

## 利害からの中立性の問題
2000年8月2日にWHOたばこ産業文書に関する専門家委員会は、アメリカにおけるたばこ産業に対する訴訟において、たばこ会社の秘密文書が公開された結果、たばこ業界が秘密裏に資金を提供している、学会もどき、世論形成団体、ビジネス団体などを通じ、WHOのたばこ規制に対する妨害工作を行っていたこと、その活動が、たばこ産業界と陰で資金的につながりのある国際的な科学者達に強く依存していた旨を報告している
。
このような背景があり、エンストローム論文は2003年に発表されたものであるが、エンストロームがたばこ会社から研究資金を受けており、この研究自体が曝露群の誤分類などの統計上の瑕疵によって、恣意的とも受け取れる程に受動喫煙によるリスクが過小となる方向性での評価を行っていることから、その利害からの中立性は発表当初から問題とされ、裁判所からは詐欺行為の証拠とされた。このため、米国ではたばこ会社から研究資金を受けることの是非についての議論がなされるようになった。

### 著者とたばこ産業とのつながり
- エンストロームは本論文で、研究に対して「他から資金を援助してもらえなかったため」たばこ産業からやむなく研究資金を受け取っているとしている。実際、エンストロームは1975年からたばこ産業に資金援助を求め始め、1992年に最初の研究資金を受領している。しかしそれ以上に、同氏はたばこ産業において、論文検討・研究資金援助提案に意見する専門家顧問として、たばこ産業から報酬金を受け取るなど、積極的な関与を行っていることが後に明らかになった[8]。
- カバットは、昨年（2002年）までたばこ産業から資金を受け取ったことがない、と本論文には書かれている。しかし、フィリップ・モリス社が資金援助する団体の代表者との共同研究を行うなど、たばこ産業との継続的なつながりを持っている。

## その後の利用
前述のように他の多くの大規模コホート研究と異なる結果を主張する論文である。学界では上記のような致命的な瑕疵の指摘があるため、受動喫煙の影響に関する最新の64論文を評価した709頁にわたる詳細な総説「2006 Surgeon General's Report—The Health Consequences of Involuntary Exposure to Tobacco Smoke」からも削除されるなど、学界からの評価は低い。このように本論文は学術的価値よりも宣伝道具としての価値があり、非専門家向けの場・メディアで、取り上げられることがある。
- 小谷野敦は自著『禁煙ファシズムと戦う』の中で本論文を紹介し、喫煙規制に反対する根拠のひとつとしている。

## たばこ会社による詐欺事件として
1999年から米国政府は、2800億ドルという史上最大額の詐欺の件で、フィリップ・モリス等の9つの大手たばこ会社に対する訴訟を行っていた。その公判の中で、著者のエンストロームのたばこ会社とのやりとりの内容が明らかにされた。
2006年8月、グラディス・ケスラー連邦地方裁判官は、約1700頁の判決文の中で、「たばこが無害であるとの主張に合うよう、たばこ会社は科学を操作した」と認定。その判決文によると、たばこ会社は味方になる「科学者」を見つけ、タバコ会社関連団体から資金を提供し、巨額の報酬を払い、その科学者とたばこ会社の関係を隠蔽していたという。
ここでカリフォルニア大学のエンストロームは、その「科学者」の一人とされた。特に判決では、受動喫煙の健康への影響に関する科学研究を不正に変える、たばこ会社の4つの計画に言及した。そして、エンストロームの研究論文とたばこ会社との通信文が、大衆を欺く目的でたばこ会社が科学に操作を加えた証拠である、とした。
翌9月初めに米国がん協会（エンストロームはこの協会のデータを研究に利用した）は、カリフォルニア大学理事に対し、エンストロームを科学的根拠を不正に発表したことで非難する、との書信を送っている。
カリフォルニア大学のブラム理事長は、「フィリップ・モリスが売上げを伸ばすため、わが大学の名前とエンストロームの名前を利用した」と述べている。
エンストロームは、カリフォルニア大の研究者としてはとどまれたものの、教授の地位を失った。給料も大学から支給されなくなっている。（参考文献）